# Microdon villosus
Microdon villosus är en tvåvingeart som beskrevs av Mario Bezzi 1915. Microdon villosus ingår i släktet myrblomflugor, och familjen blomflugor.
Artens utbredningsområde är Uganda. Inga underarter finns listade i Catalogue of Life.